# Rupert Spira

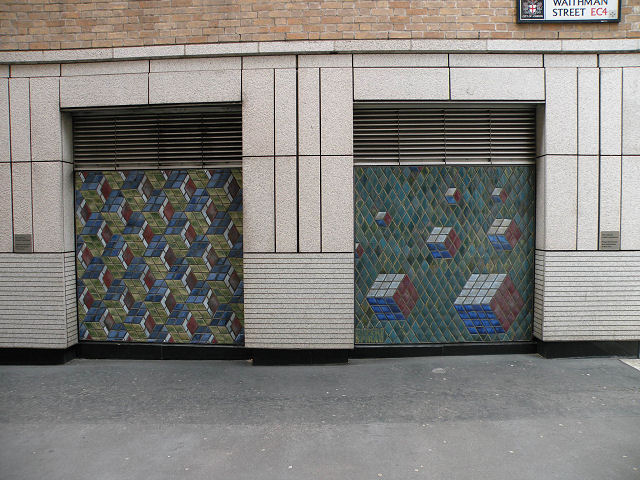
Tác phẩm nghệ thuật trên đường Waithman, Thành phố Luân Đôn, Anh Quốc. Hai trong số 23 tấm ốp lát của Rupert Spira (1992) ở phía sau số 100 đường New Bridge.

Rupert Spira (/ˈspaɪrə/; sinh 1960) là một nhà triết học, tác giả và thợ gốm người Anh, ở Oxford, Vương quốc Anh. Ông là người khuyến nghị cách tiếp cận bất nhị và "Con đường Trực tiếp", một thuật ngữ mà ông đặt tên.

## Bộ sưu tập tuyển chọn trưng bày rộng rãi
- Bảo tàng Victoria và Albert[3]
- Trung tâm Sainsbury về Nghệ thuật Thị giác[4]

## Tác phẩm

### Xuất bản về nghề gốm, catalog và phim
- Rupert Spira Ceramics, Triển lãm du lịch Nhật Bản, 2003–2004
- River of Words, phim ngắn của Helen Miller, được Lisa Sainsbury ủy quyền để đi kèm với Triển lãm du lịch Nhật Bản năm 2004 của Spira. Đăng trên Vimeo vào năm 2015.[5]
- Bowl, Sainsbury Centre for Visual Arts, 2004
- Rupert Spira: A Life in Ceramics, Oxford Ceramics Ltd, 2015. Được xuất bản trực tuyến trên website của The Oxford Ceramics Gallery.[6]

### Xuất bản về bất nhị
- The Transparency of Things: Contemplating the Nature of Experience, Non-Duality Press, 2008
- Presence, Volume I: The Art of Peace and Happiness, Non-Duality Press, 2011
- Presence, Volume II: The Intimacy of All Experience, Non-Duality Press, 2011
- The Ashes of Love: Sayings on the Essence of Non-Duality, Non-Duality Press, 2013
- The Light of Pure Knowing: Thirty Meditations on the Essence of Non-Duality, Sahaja Publications, 2014
- Transparent Body, Luminous World: The Tantric Yoga of Sensation and Perception, Sahaja Publications, 2016
- The Nature of Consciousness, Sahaja Publications, 2017
- Being Aware of Being Aware – The Essence of Meditation Series, Volume I, Sahaja Publications, 2017
- A Meditation on I Am, Sahaja Publications, 2021
- The Essential Self, Sahaja Publications, 2021
- Being Myself – The Essence of Meditation Series, Volume II, Sahaja Publications, 2021
- You Are the Happiness You Seek: Uncovering the Awareness of Being, Sahaja Publications, 2022
- I Am Always I, Sahaja Publications, 2023
- The Heart of Prayer – The Essence of Meditation Series, Volume III, Sahaja Publications, 2023